# Mariquita
Mariquita, vollständiger Name San Sebastián de Mariquita, ist eine Gemeinde (municipio) im Departamento Tolima in Kolumbien.

## Geographie
Mariquita liegt in der Provincia del Norte in Tolima 120 km von Ibagué entfernt und hat eine Jahresdurchschnittstemperatur von 28 °C. Die Gemeinde grenzt im Norden an Marquetalia und Victoria im Departamento de Caldas, im Süden an Armero und Falan, im Osten an Honda und im Westen an Fresno.

## Bevölkerung
Die Gemeinde Mariquita hat 33.347 Einwohner, von denen 24.360 im städtischen Teil (cabecera municipal) leben (Stand: 2019).

## Geschichte
Mariquita wurde 1551 vom Konquistador Francisco Núñez Pedroso für die Spanier aufgrund des Reichtums an Salz, Gold und Silber in der Region gegründet.

## Wirtschaft
Der wichtigste Wirtschaftszweig von Mariquita ist die Landwirtschaft. Insbesondere werden Zuckerrohr und Avocados sowie Mangostanen angebaut. Zudem spielen Tierhaltung und Handel eine wichtige Rolle und Unternehmen der Getränkeindustrie wie Postobón betreiben Abfüllanlagen.

## Infrastruktur
Mariquita verfügt über den Flughafen José Celestino Mutis, der den IATA-Code MQU hat. Zudem ist die Gemeinde durch die zentrale Lage in Kolumbien relativ schnell von Ibagué, Bogotá, Medellín und Manizales zu erreichen. Bis in die 1960er Jahre war Mariquita zudem über die Materialseilbahn Mariquita-Manizales mit Manizales verbunden, über die Kaffee und Materialien transportiert wurden.

## Söhne und Töchter der Stadt
- Gilberto Rodríguez Orejuela (1939–2022), Drogenhändler
- Fernando Sabogal Viana (1941–2013), Weihbischof in Bogotá
- Miguel Rodríguez Orejuela (* 1943), Drogenhändler
- Camilo Ardila (* 1999), Radrennfahrer